# Hvannasund

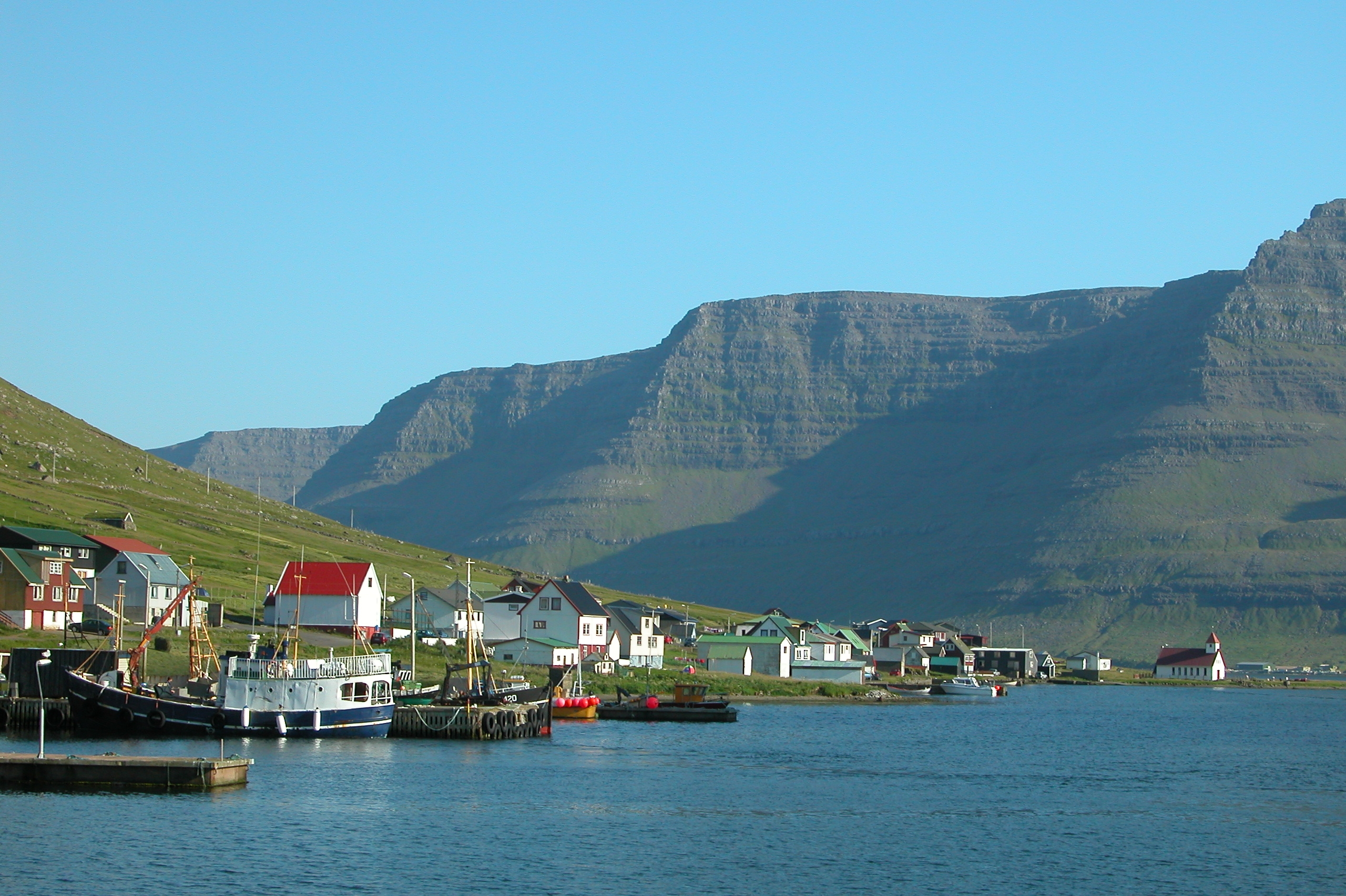
Hvannasund

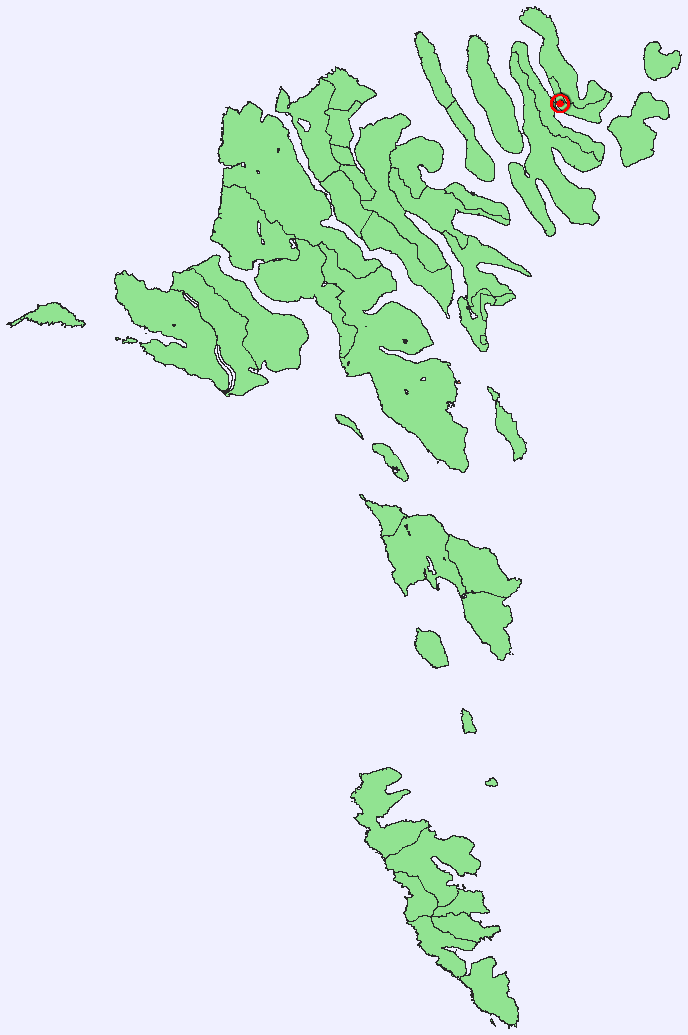
Lage von Hvannasund auf den Färöern

Hvannasund [ˈkvanːasʊnd] (dänisch: Kvannesund) ist ein Ort der Färöer auf der Insel Viðoy. Der Ort ist Verwaltungssitz der gleichnamigen färöischen Gemeinde Hvannasund (Hvannasunds kommuna). Der Ort ist nach dem gleichnamigen Sund benannt, der die Inseln Borðoy und Viðoy voneinander trennt. Anfang 2020 lebten 251 Einwohner in Hvannasund. Die Postleitzahl lautet FO-740.

## Vergangenheit
Hvannasund wird als Ort erstmals schriftlich im Jarðarbókin von 1584 erwähnt. 1866 gründete ein Kaufmann aus Hvannasund am gegenüberliegenden Ufer des Sundes auf Borðoy den Nachbarort Norðdepil. 1893 wurden die Häuser im Dorf durch einen Bergrutsch schwer verwüstet. Zwei Jahre danach erhielt Hvannasund erstmals eine Schule. Im Jahr 1932 wurde ein neues Schulgebäude eröffnet und 1949 die Kirche von Hvannasund eingeweiht. Im Jahr 1963 entstand ein Verbindungsdamm über den Sund zwischen Norðdepil auf Borðoy und Hvannasund auf Viðoy.
Am 28. Mai 2008 gab es in Hvannasund einen Tsunami, bei dem das Meer bis zu 3 m über die Kaimauer stieg. Niemand wurde verletzt. Die Ursache ist unbekannt.

## Gegenwart
Haupterwerbszweig in Hvannasund ist die Fischerei, die mit Fischzucht, Fischfang und Fischverarbeitung vor Ort vertreten ist.
Hvannasund selber ist neben Viðareiði der einzige Ort auf Viðoy. Es ist seit 1963 durch einen Straßendamm mit Norðdepil und seit 1967 durch zwei Tunnels weiter mit Klaksvík verbunden. Durch den im September 2016 eröffneten Viðareiðistunnilin kann von Hvannasund aus nun das Dorf Viðareiði im Norden von Viðoy gefahrlos erreicht werden.
Auch durch den Fährverkehr mit der Personenfähre Ritan über den Fugloyarfjørður zu den Inseln Fugloy und Svínoy ist Hvannasund für den östlichen Teil der sechs Nordinseln verkehrsmäßig von großer Bedeutung.

## Gemeinde
Im Jahr 1950 wurde die Gemeinde Hvannasund (Hvannasunds kommuna) gebildet, zu der die Orte Depil, Múli, Norðdepil und Norðtoftir gehören, die alle auf der Insel Borðoy liegen. Lediglich der Verwaltungssitz Hvannasund liegt auf Viðoy. Zusammen hat die Kommune 453 Einwohner (2002).

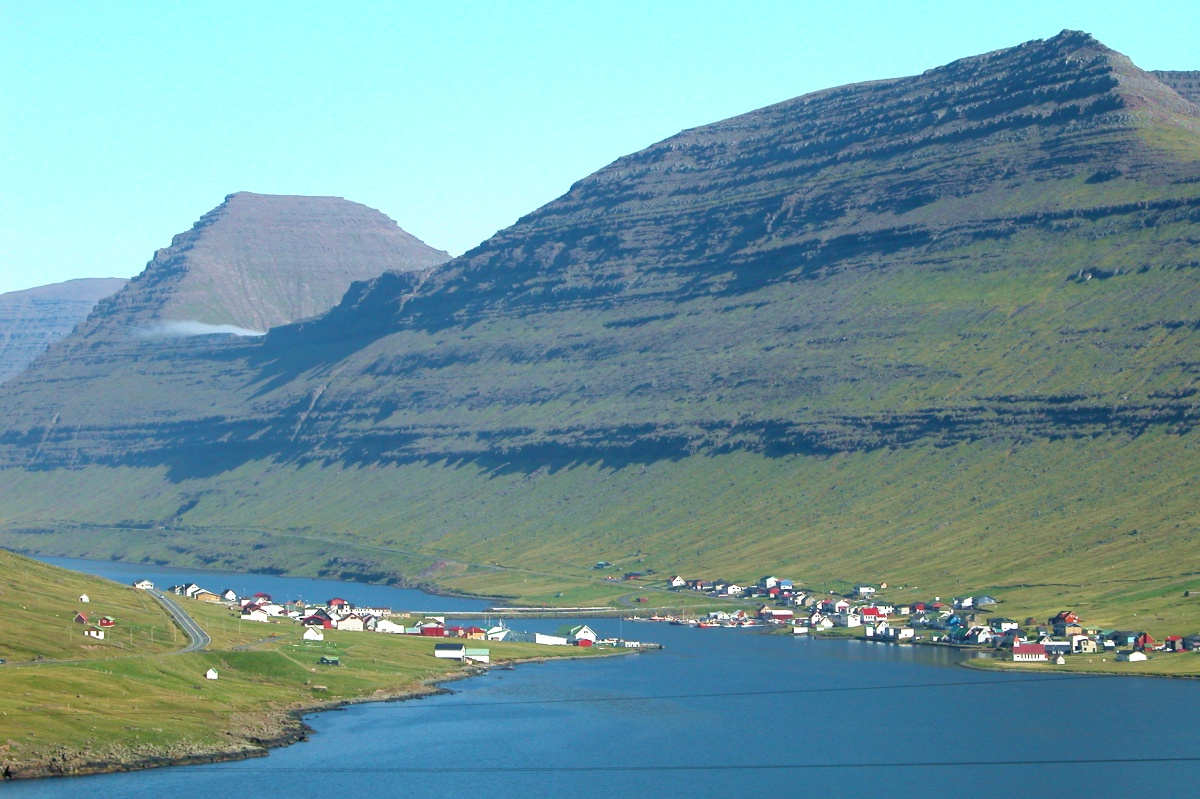
Norðdepil (links) und Hvannasund (rechts) sind durch einen Damm verbunden. Im Hintergrund die mächtigen Berge auf Viðoy.
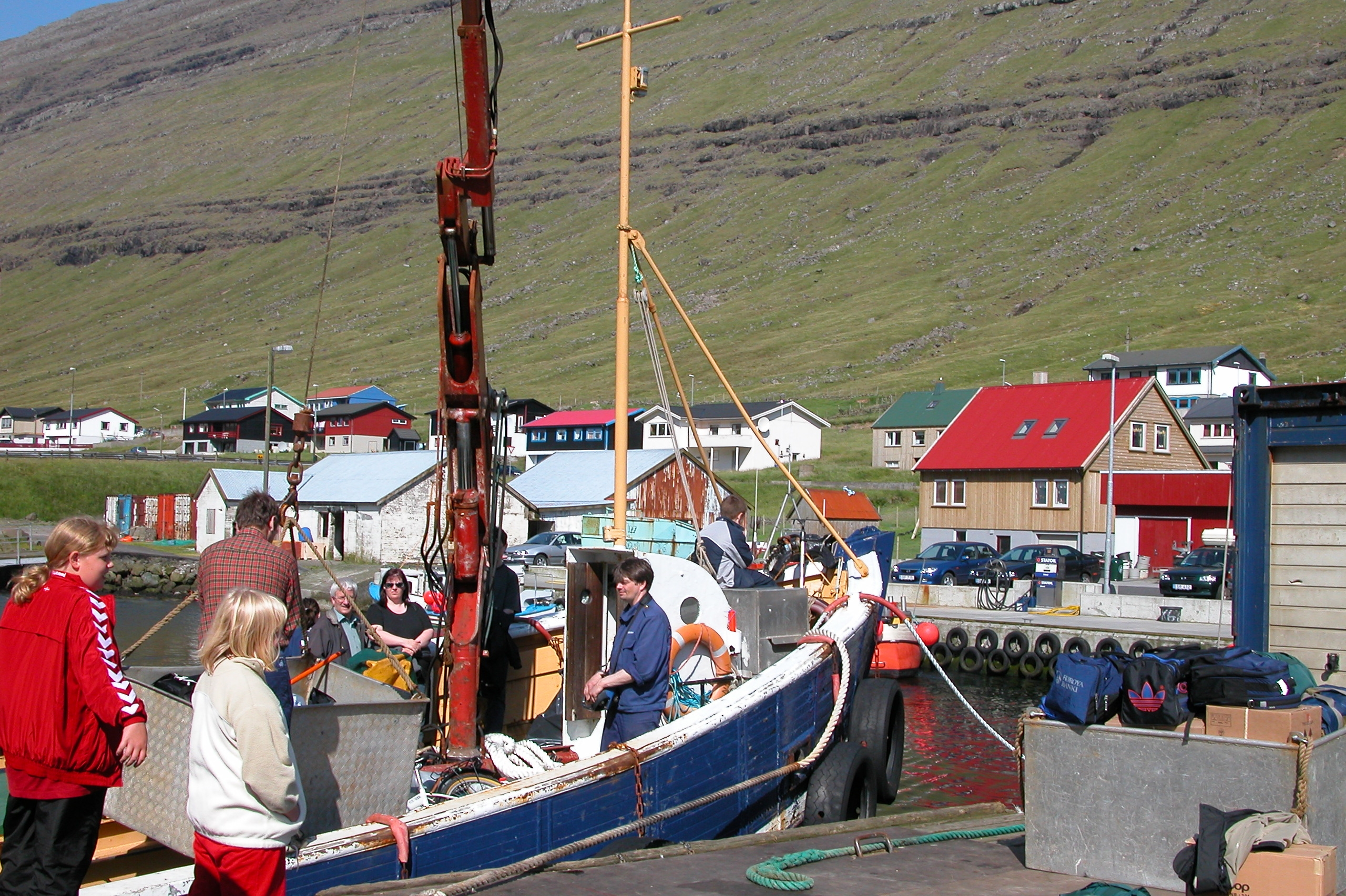
Der Hafen in Hvannasund.
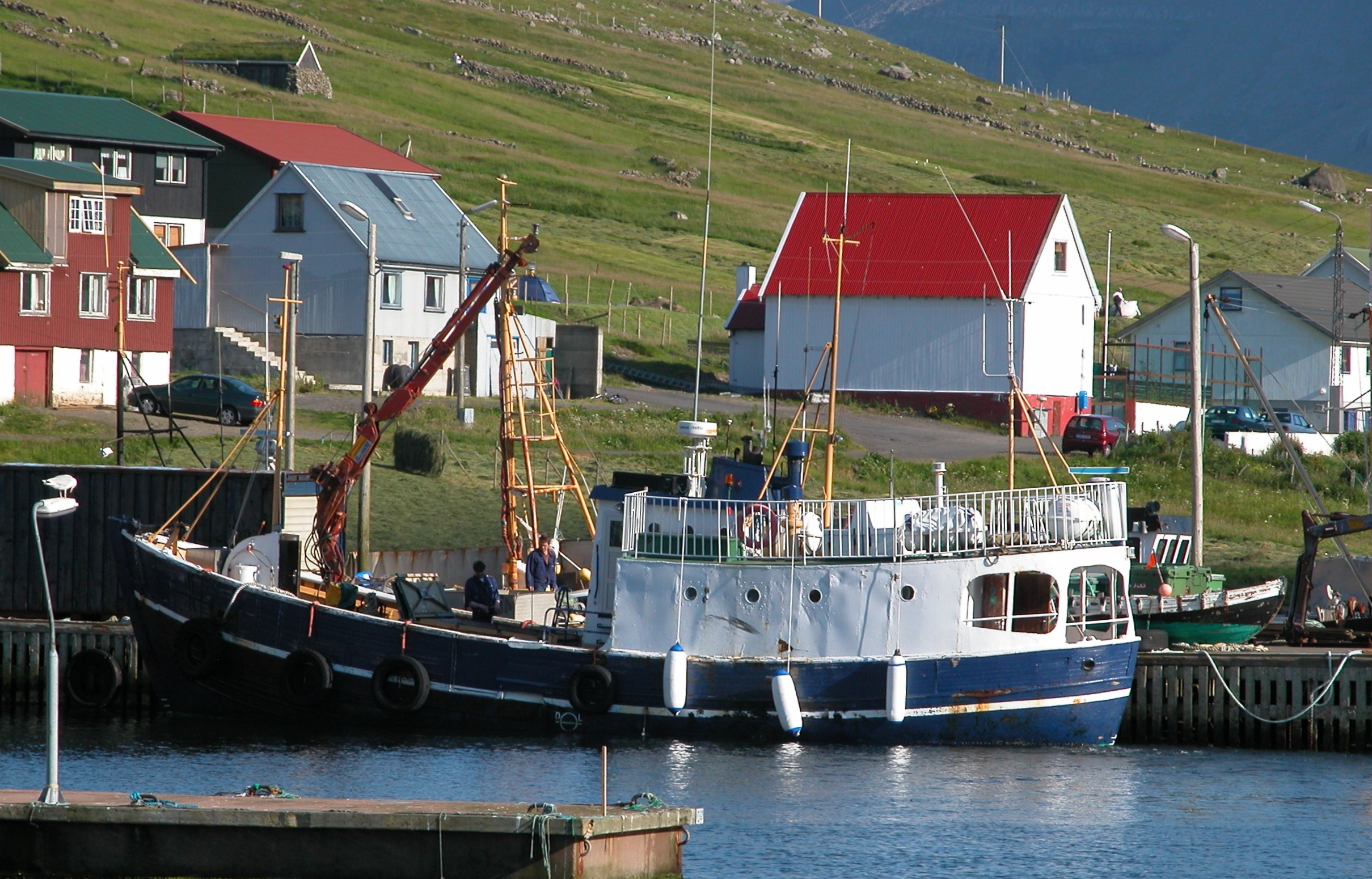
Das im Jahre 2010 außer Betrieb genommene frühere Postboot Másin (Silbermöwe) im Hafen von Hvannasund.
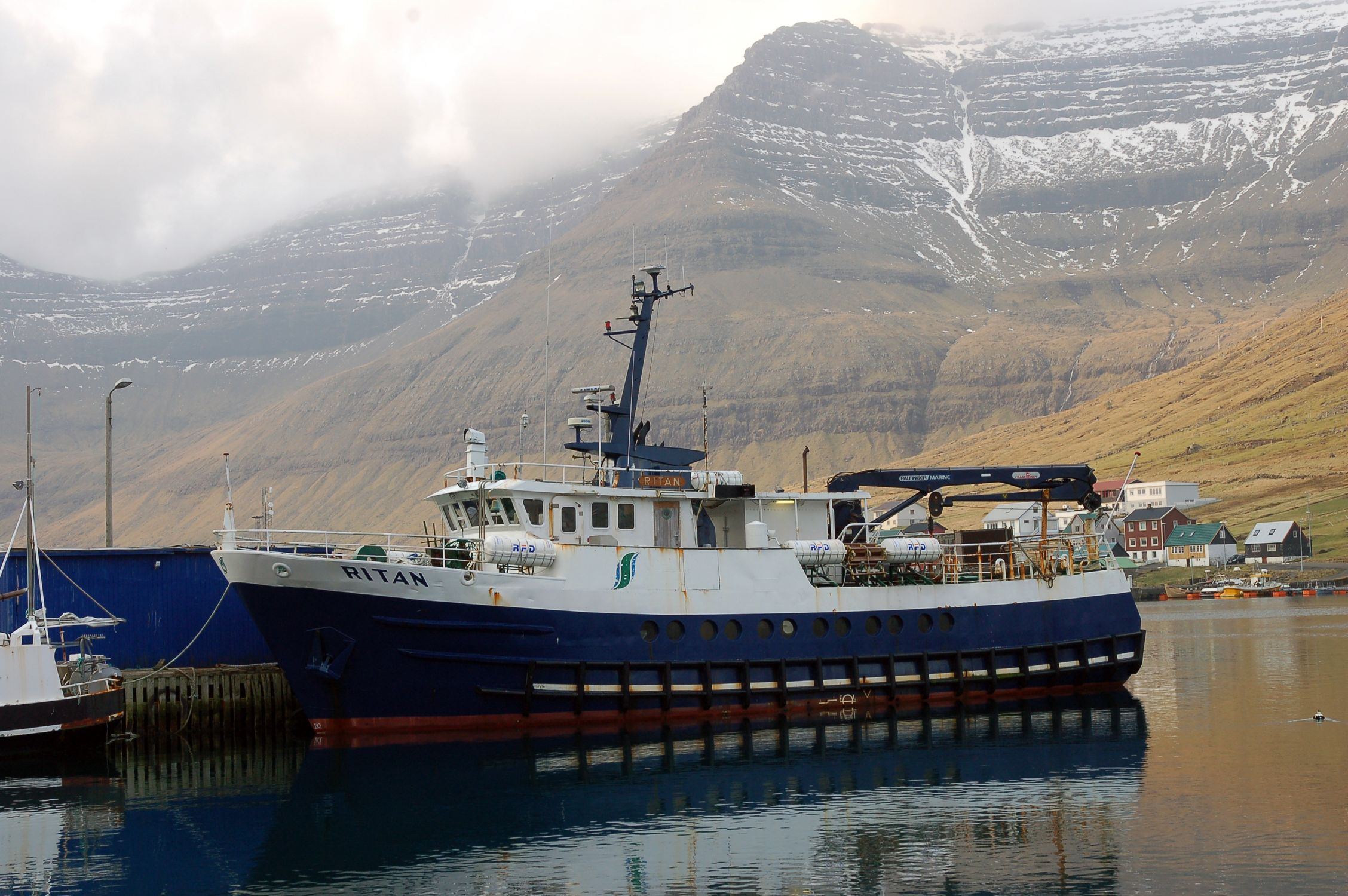
Die heutige Post- und Personenfähre Ritan (Dreizehenmöwe) im Hafen von Hvannasund.
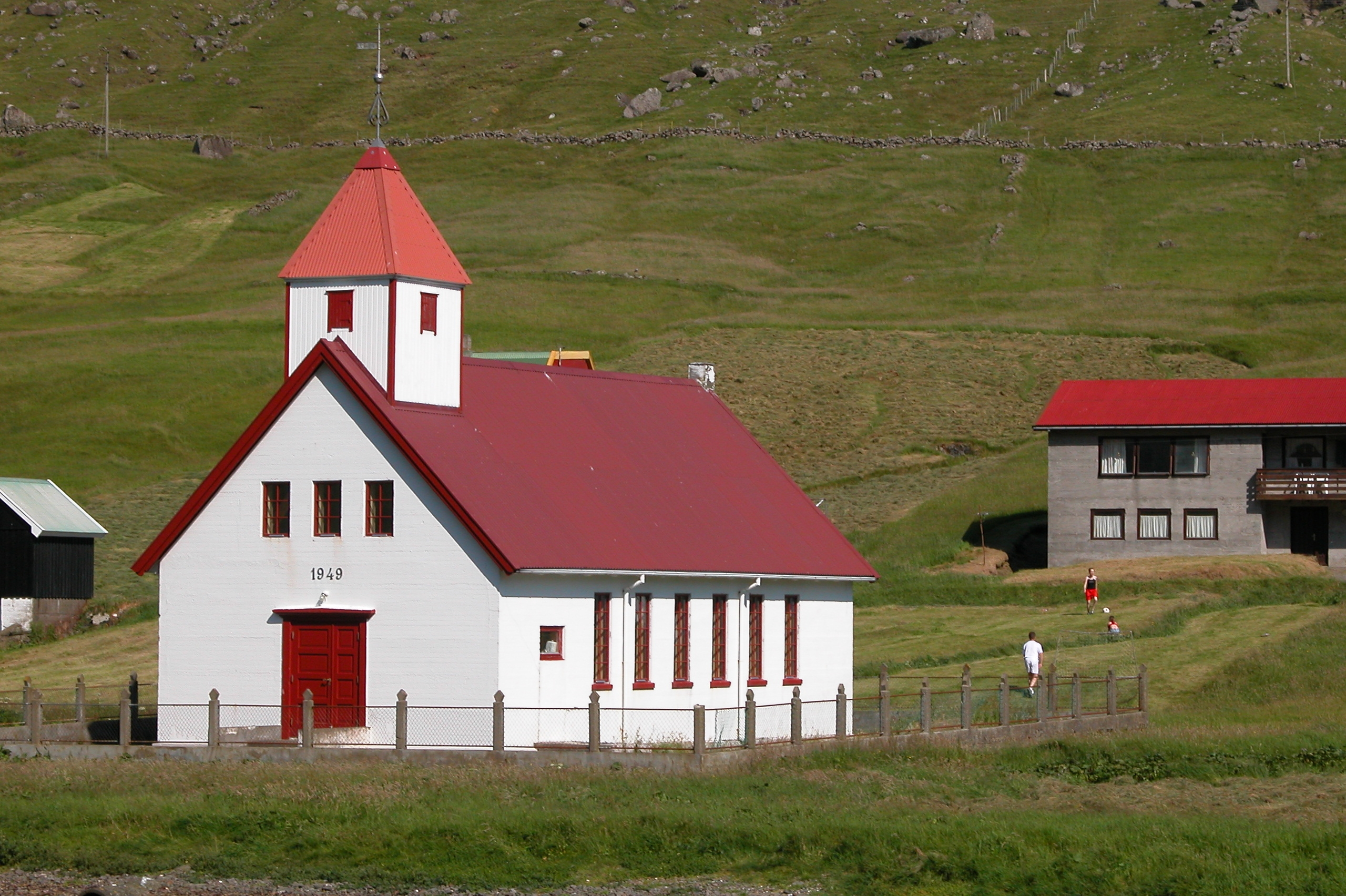
Die Kirche in Hvannasund von 1949.
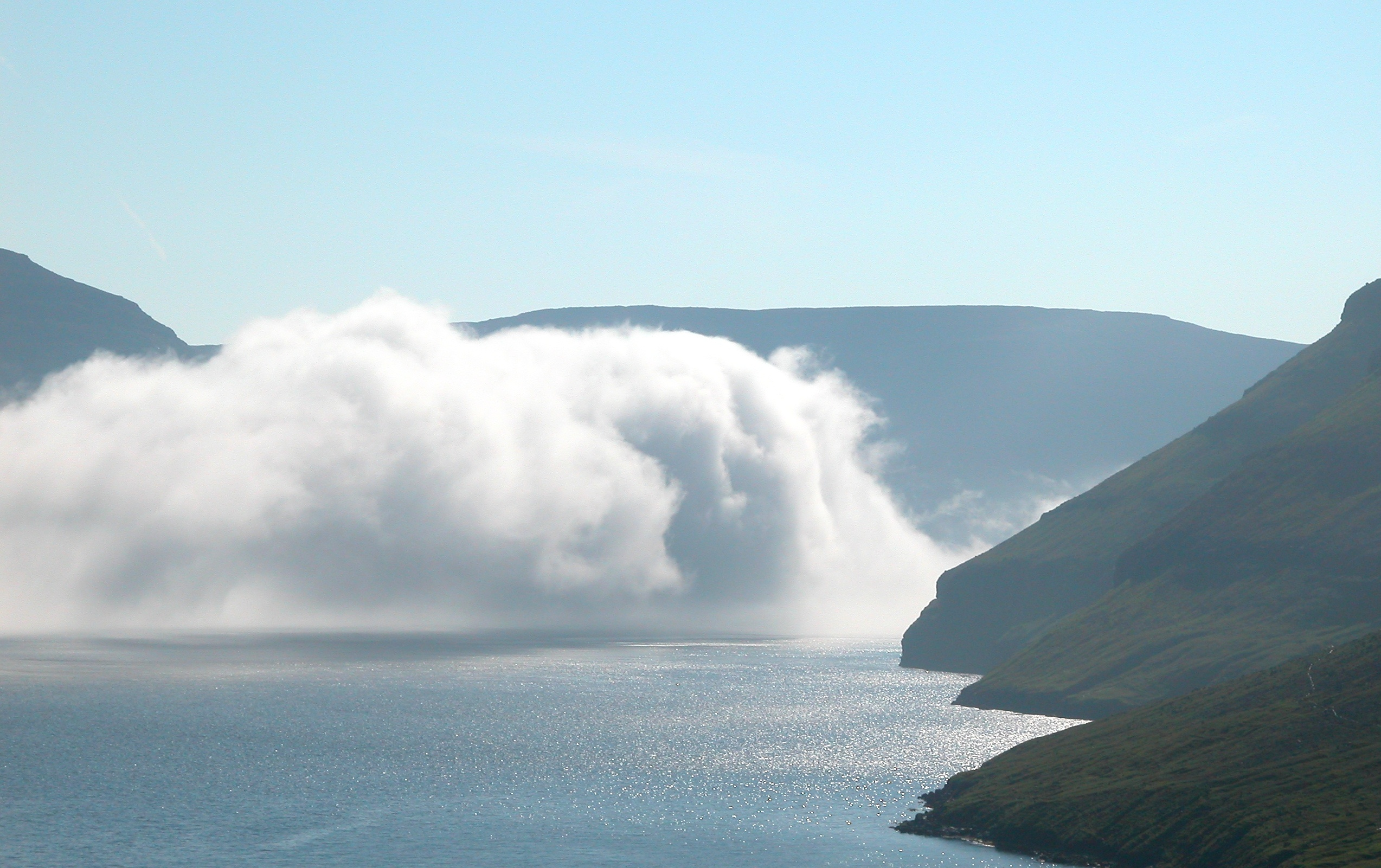
Eine Wolke auf dem Sund.